# Documenta 1
documenta 1 és la primera de les exposicions documenta que tenen lloc a Kassel, Alemanya. La primera documenta va ser organitzada pel pintor i educador Arnold Bode i va durar del 16 de juliol fins al 18 de setembre de 1955.
Amb 130.000 visitants, va ser la primera gran exposició d'art modern que va tenir lloc després de la Segona Guerra Mundial.

## Llista completa d'artistes participants
- Afro (Afro Basaldella)
- Josef Albers
- Kenneth Armitage
- Hans Arp (Jean Arp)
- René Victor Auberjonois
- Giacomo Balla
- Eduard Bargheer
- Ernst Barlach
- Willi Baumeister
- Jean René Bazaine
- André Beaudin
- Max Beckmann
- Max Bill
- Renato Birolli
- Roger Bissiäre
- Hermann Blumenthal
- Umberto Boccioni
- Camille Bombois
- Georges Braque
- Reg Butler (Reginald Cotterell Butler)
- Alexander Calder
- Alexander Camaro
- Heinrich Campendonck
- Massimo Campigli
- Giuseppe Capogrossi
- Carlo Carrà (Carlo Dalmazzo Carrà)
- Felice Casorati
- Bruno Cassinari
- Lynn Chadwick
- Marc Chagall
- Giorgio de Chirico
- Antonio Corpora
- Roberto Crippa
- Ernesto de Fiori
- Filippo De Pisis
- Robert Delaunay
- André Derain
- Charles Despiau
- Otto Dix
- Theo van Doesburg (Christian Küpper)
- Raymond Duchamp-Villon
- Raoul Dufy
- Max Ernst (Maximilian Ernst)
- Joseph Fassbender
- Lyonel Feininger
- Xaver Fuhr
- Naum Gabo (Naum Neemia Pevsner)
- Werner Gilles
- Fritz Glarner
- Julio Gonzalez
- H.A.P. Grieshaber (Helmut Andreas Paul Grieshaber)
- Juan Gris (José Victoriano Gonzalez)
- Hans Hartung
- Karl Hartung
- Erich Heckel
- Bernhard Heiliger
- Werner Heldt
- Barbara Hepworth
- Auguste Herbin
- Karl Hofer
- Alexej von Jawlensky
- Vassili Kandinski
- Ludwig Kasper
- Ernst-Ludwig Kirchner
- Paul Klee
- Oskar Kokoschka
- Frantisek Kupka
- Berto Lardera
- Henri Laurens
- Fernand Léger
- Kurt Lehmann
- Wilhelm Lehmbruck
- August Macke
- Alberto Magnelli
- Aristide Maillol
- Alfred Manessier
- Franz Marc
- Gerhard Marcks
- Marino Marini
- André Masson
- Ewald Mataré
- Henri Matisse
- Georg Meistermann
- Hans Mettel
- Otto Meyer-Amden
- Mirko (Mirko Basaldella)
- Joan Miró
- Paula Modersohn-Becker
- Amedeo Modigliani
- Piet Mondrian (Piet Mondriaan)
- Henry Moore
- Giorgio Morandi
- Mattia Moreni
- Ennio Morlotti
- Richard Mortensen
- Georg Muche
- Otto Müller
- Gabriele Münter
- Zoran Music (Anton Zoran Music)
- Ernst Wilhelm Nay
- Rolf Nesch
- Ben Nicholson
- Emil Nolde (Emil Hansen)
- Max Pechstein
- Antoine Pevsner
- Pablo Picasso
- Edouard Pignon
- Hans Purrmann
- Otto Ritschl
- Emy Roeder
- Kurt Roesch
- Christian Rohlfs
- Georges Rouault
- Henri Rousseau
- Giuseppe Santomaso
- Erwin Scharff
- Oskar Schlemmer
- Karl Schmidt-Rottluff
- Gérard Ernest Schneider
- Kurt Schwitters
- Scipione (Gino Bonichi)
- William Scott
- Séraphine de Senlis
- Gino Severini
- Gustave Singier
- Mario Sironi
- Pierre Soulages
- Toni Stadler
- Graham Sutherland
- Sophie Taeuber-Arp
- Pierre Tal-Coat (Pierre Jacob)
- Hann Trier
- Heinz Trökes
- Hans Uhlmann
- Victor Vasarely
- Emilio Vedova
- Alberto Viani
- Marie Héläne Vieira da Silva
- Jacques Villon (Gaston Duchamp)
- Louis Vivin, Louis
- Maurice de Vlaminck
- Friedrich Vordemberge-Gildewart (Friedel Vordemberge-Gildewart)
- Theodor Werner
- Walter Kurt Wiemken
- Hans Wimmer
- Fritz Winter
- Gustav H. Wolff
- Wols (Wolfgang Schulze)